# Viagem do Caíque Bom Sucesso

## A viagem do caíque Bom Sucesso ao Brasil

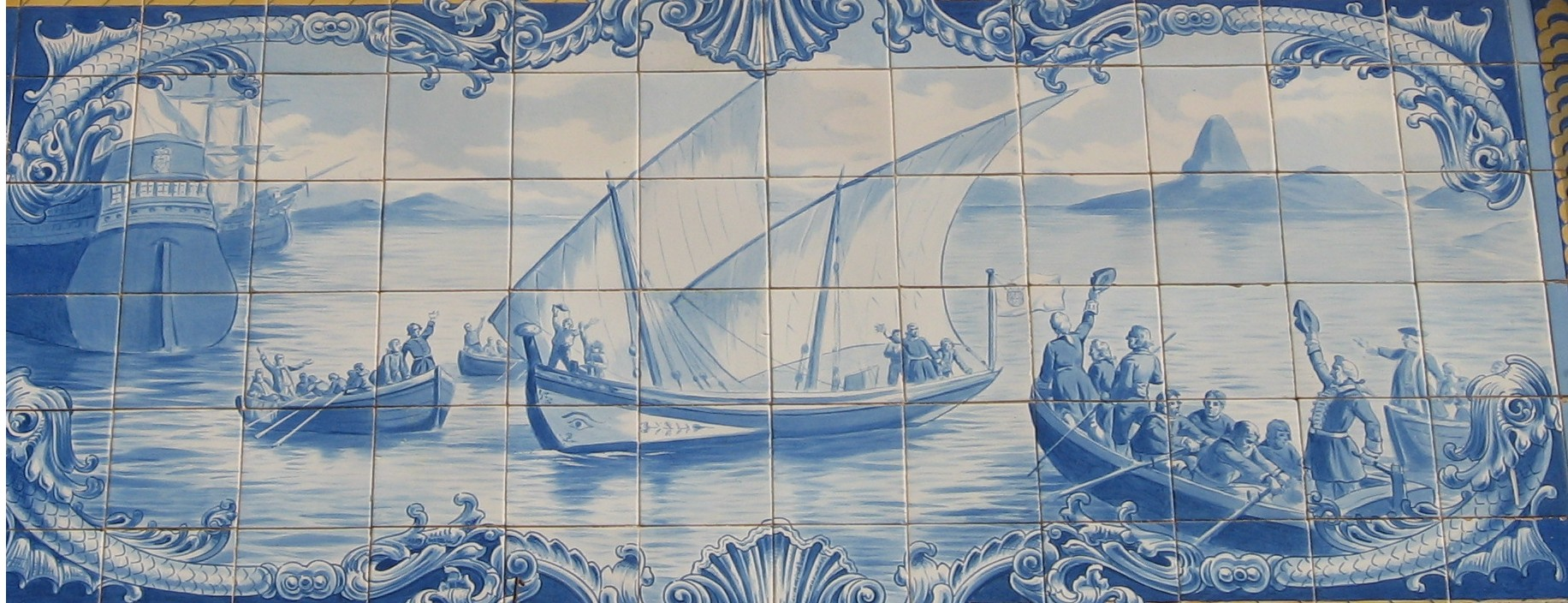
A chegada do Bom Sucesso ao Brasil, segundo azulejos originais de Jorge Colaço, na Casa Baeta, em Olhão)

A viagem do caíque Bom Sucesso caracteriza-se por ter permitido ao príncipe regente tomar conhecimento, em primeira mão, das revoltas populares algarvias contra os franceses, em particular da do lugar de Olhão, uma vez que os tripulantes eram todos eles olhanenses. Não só foi o primeiro correio marítimo entre Portugal e o Brasil depois da primeira invasão francesa, como também foi o meio pelo qual o lugar de Olhão foi elevado a Vila de Olhão da Restauração.

## Contextualização
Três dias após a revolta de Olhão, e já depois de cidades como Loulé ou Lagos, Faro também se junta à sublevação popular contra os franceses. Imediatamente a seguir ao levantamento desta última cidade, é criada a Junta Suprema do Reino do Algarve, um governo que assumiria a regência em nome do príncipe D. João enquanto este não regressasse do Brasil. Foi eleito para chefia deste governo o conde de Castro Marim, D. Francisco de Melo da Cunha de Mendonça e Meneses.
Semelhante na sua composição às antigas cortes que regiam o país, esta Junta continha, entre outros, o capitão olhanense Miguel do Ó, eleito como representante do povo. Uma das primeiras medidas que teve este governo regente, após a completa expulsão de tropas francesa do Reino do Algarve, foi a comunicação à família real do sucedido. Estando esta no Rio de Janeiro, tornava-se necessário o envio de um correio marítimo. Para tal arriscada viagem, mais uma vez se adiantaram os filhos do lugar de Olhão: o já referido Miguel do Ó ofereceu um caíque seu, para levar a boa nova. 

## Viagem do CaíqueBom Sucessoao Brasil
E foi assim neste mesmo pequeno caíque, que ficou conhecido como Bom Sucesso, que embarcaram no dia 7 de Julho o piloto Manuel de Oliveira Nobre, o mestre Manuel Martins Garrocho, e outros quinze tripulantes, a saber: António Pereira Gémio, António da Cruz Charrão, António dos Santos Palma, Domingos do Ó Borrego, Domingos de Sousa, Francisco Lourenço, João Domingues Lopes, João do Munho, Joaquim do Ó, Joaquim Ribeiro, José Pires, José da Cruz, José da Cruz Charrão, Manuel de Oliveira e Pedro Ninil.
O governo regente do Algarve encarregou o mestre Garrocho de vários documentos, que deviam ser entregues ao príncipe regente D. João, entre os quais uma relação da Restauração do Algarve redigida pelo mesmo governo regente e uma carta do Compromisso Marítimo de Olhão narrando os factos que ali se sucederam, datada de 2 de Julho, e redigida por João da Rosa. Segundo Alberto Iria, este acto, uma vez cumprido o seu fim, acabaria por fundar o correio marítimo entre Portugal e o Brasil. 
No dia 14 de Julho, o caíque Bom Sucesso chega ao Funchal, onde faz a aguada, partindo daí dois dias depois, com um novo e jovem tripulante: um praticante chamado Francisco Domingos Machado, que já havia feito uma viagem de Lisboa a Macau, e que por esse motivo foi convidado por Manuel de Oliveira Nobre, para o substituir, em caso de doença ou morte. Dever-se-á referir que Oliveira Nobre estava desprovido de cartas marítimas, dirigindo-se assim por uma estimativa incerta, mas observando cuidadosamente as correntes marítimas. 
Entretanto, em Portugal, no dia 8 de Agosto, sem se saber da sorte dos olhanenses, sai de Faro um iate também com destino ao Brasil, que o governo algarvio mandara com novas informações da restauração dessa região. A 20 de Setembro, cinco dias depois de expulsos definitivamente os franceses do país, o governo de Lisboa envia à Junta regente do Algarve uma honrosa carta gratificando aquela província da expulsão dos franceses. Fazia-se aí um especial louvor e agradecimento aos “leais moradores de Olhão”, pelo facto de terem sido os primeiros que no Algarve ergueram o seu patriotismo, proclamaram a sua liberdade e defenderam o nome do seu príncipe regente, “merecendo por isso particular contemplação”. Mas mal sabiam os olhanenses que os seus “tão assinalados serviços”, como se lê no anterior documento, iriam ser agraciados pessoalmente pelo próprio príncipe regente, como veremos em seguida.
De facto, no dia 22 de Setembro, e depois de atravessar uma tempestade e algumas peripécias, chega finalmente o caíque olhanense à baía de Guanabara, no Rio de Janeiro, ostentando a bandeira portuguesa, e impressionando meio mundo, segundo um relato contemporâneo: “Todos os habitantes do Rio de Janeiro, naturais e estrangeiros, ficaram maravilhados de que em tão frágil e pequena embarcação pudessem atravessar tantas mil léguas do oceano homens não só leigos nas mais triviais regras da náutica, mas que nunca se haviam afastado cem léguas da costa de Portugal. Muitos estrangeiros e, principalmente, ingleses, tiraram a planta e dimensões do barco, que conservaram com apreço”. 

## Recompensas
Sendo recebidos pessoalmente pelo príncipe regente, os olhanenses entregaram-lhe os papéis de que vinham encarregados. Neste mesmo dia, D. João, bastante impressionado, deu-lhes um conto e duzentos mil reis. Não satisfeito, o monarca compra o caíque por 6000 cruzados, que ficaria exposto durante muitos anos no Arsenal da Marinha do Rio de Janeiro. Para além disso, e entre outras recompensas posteriores, ofereceu seguidamente aos dezassete olhanenses várias patentes militares, vários hábitos da Ordem de Cristo, e um iate novo, no qual regressariam a Olhão.
Por fim, em Alvará Régio de 15 de Novembro de 1808, o príncipe regente reconhece que as relevantes façanhas realizadas em Olhão “foram o primeiro sinal para se restaurar a Monarquia”, elevando por isso o lugar a vila, nomeada agora de Vila de Olhão da Restauração, “e que tenha, e goze de todos os Privilégios, Liberdades, Franquezas, Honras e Isenções, de que gozam as Vilas mais Notáveis do Reino”. Para além disto, o príncipe permitia “que os Habitantes dela usem de uma Medalha, na qual esteja gravada a letra – O – com a legenda – Viva a Restauração e o Príncipe Regente Nosso Senhor”. 
A 21 de Dezembro do mesmo ano, o monarca cria o título de Marquês de Olhão, atribuído ao então Governador do Reino do Algarve, o mesmo que tinha chefiado a junta provisória criada após a expulsão dos franceses no Algarve, o já referido Conde de Castro Marim, D. Francisco de Melo .

## A consagração da viagem na literatura: O poema épicoO Novo Argonauta
Logo em 1809, José Agostinho de Macedo compôs um poema épico intitulado O Novo Argonauta. O autor glorificava aí o mestre do caíque que viajou ao Brasil: 
“A Viagem portentosa, que o Tenente da Armada Real e Cavaleiro da Ordem de Cristo, Manuel de Oliveira Nobre, se atreveu a fazer, atravessando o Oceano na sua maior extensão num pequeno Caíque, é uma das acções que farão época na História Naval. O motivo desta acção é ainda mais glorioso para os Portugueses que a mesma acção. Em toda a História de Roma não se pode marcar um facto que prove mais heróico Patriotismo, mais honra, mais lealdade, e mais virtude. Manuel de Oliveira Nobre é um homem de uma coragem desusada, de uma constância inflexível, e de uma intrepidez a toda a prova: só um ânimo semelhante poderia empreender num Caíque tão arriscada viagem”.